# Groot haarpalpje
Het groot haarpalpje (Centromerita bicolor) is een spin uit de familie hangmatspinnen (Linyphiidae).
Het groot haarpalpje wordt 3 tot 3,5 mm groot. Het prosoma is bruin. De poten zijn wat bleker dan het prosoma. De opisthosoma zijn grijsgeel tot donkergrijs. Het groot haarpalpje is te vinden in de moslaag in het Palearctisch gebied en in Canada.